# Aminda
Aminda är ett kvinnonamn med rötter i det konstgjorda språket esperanto. Det betyder 'förtjusande' eller 'intagande'.[källa behövs]
Den 31 december 2014 fanns det totalt 40 kvinnor folkbokförda i Sverige med namnet Aminda, varav 20 bar det som tilltalsnamn.
Namnsdag i Sverige: saknas